# Nun komm, der Heiden Heiland

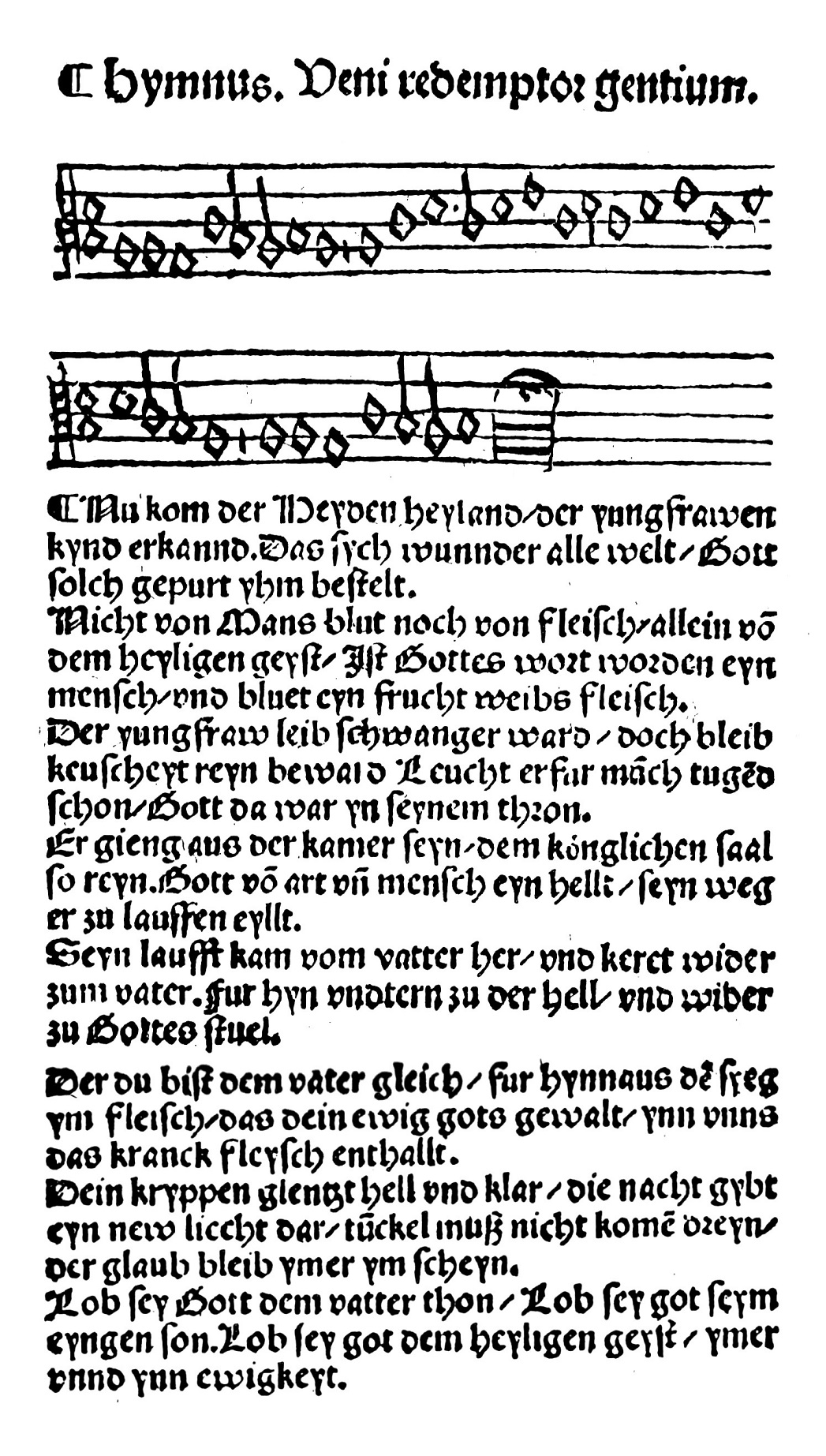
Druck im Erfurter Enchiridion geistlicher Gesänge

Nun komm, der Heiden Heiland ist ein Adventslied Martin Luthers (1483–1546), das auf den altkirchlichen Hymnus Veni redemptor gentium des Ambrosius von Mailand (339–397) zurückgeht.

## Der Hymnus des Ambrosius
Der Text des Ambrosius ist Teil seines umfangreichen liturgischen Hymnenschaffens und umfasst acht Strophen in der Form der ambrosianischen Hymnenstrophe. Die trinitarische Doxologie wurde erst im Mittelalter hinzugefügt, während die ursprüngliche Anfangsstrophe Intende qui regis Israel (Psalm 80) ausfiel.
Ambrosius betont in immer neuen Wendungen und mit zahlreichen Psalmzitaten die gott-menschliche Doppelnatur des Erlösers, die sich in der Geburt aus der Jungfrau gleich am Anfang seines Erdenwegs manifestiert.

## Übertragungen
Bereits vor Luther finden sich Verdeutschungen des bekannten Ambrosiushymnus, so von Heinrich Laufenberg („Kum Har, Erlöser Volkes Schar“, 1418) oder bei Thomas Müntzer (1524). Auch eine spätere Verdeutschung Johann Francks („Komm, Heidenheiland, Lösegeld“) fand eine gewisse Verbreitung.
Luther folgte mit seiner vollständigen Reimübertragung des Veni redemptor streng dem Original, gelegentlich, etwa in den Strophen 2 und 6, auf Kosten der Verständlichkeit. Damit brachte er, in bewusstem Gegensatz zum „Schwärmertum“, seinen Respekt vor dem autoritativen altkirchlichen Text zum Ausdruck. Vom ambrosianischen Versmaß wich er durch Verminderung um eine Silbe je Zeile ab. Das Lied fand seine Erstveröffentlichung 1524 in Erfurt und in Wittenberg. Die Strophen 1, 4, 5, 7 und 8 finden sich heute sprachlich überarbeitet im Evangelischen Gesangbuch (EG 4) und im Ev.-Lutherischen Kirchengesangbuch² der SELK (ELKG² 303).
Das Gotteslob enthält unter Nummer 227 (GLalt 108) eine reimlose Neuübertragung des Ambrosiustextes (Strophen 1, 2, 4, 7 und 8) von Markus Jenny („Komm, du Heiland aller Welt“, 1971). Früher stand in manchen Diözesangesangbüchern die Version Komm, der Völker Heiland du von Petronia Steiner (1945).

## Melodie
Wohl hat Ambrosius mindestens vier Melodien zu diesem Hymnus hinterlassen. Die heute gesungene Melodie geht jedoch auf eine Handschrift des Benediktinerklosters Einsiedeln aus dem Jahr 1120 zurück, die möglicherweise aus der musikalischen Blütezeit des Klosters St. Gallen um 900 stammt und im ersten Kirchenton komponiert ist. Die 1524 in Erfurt erschienene Gemeindefassung wurde vermutlich von Martin Luther selbst für seinen Text geschaffen. Wie dieser vermindert sie das Versmaß um die Auftaktsilbe jeder Zeile. Bei dieser deutschsprachigen Fassung handelt es sich um eine Kontrafaktur.

## Inhalt
Das Lied formuliert eingangs die Bitte um das endgültige Erscheinen des Erlösers, es blickt auf dessen erfolgte Menschwerdung (aus … dem königlichen Saal … sein Lauf kam vom Vater …) und die mit dem Kreuzestod (Höllenfahrt Christi) und der Auferstehung verbundene Heilsgeschichte. Schließlich mündet es in der Bekräftigung des Vertrauens auf das Licht in der Krippe. Ein trinitarischer Lobpreis (eine mittelalterliche Anfügung an den Ambrosiustext) schließt das Lied ab.
| Ambrosius | Luther | Heute (EG) |
| --- | --- | --- |
| Veni, redemptor gentium; Ostende partum virginis; Miretur omne saeculum. Talis decet partus Deo. Non ex virili semine, Sed mystico spiramine Verbum Dei factum est caro, Fructusque ventris floruit. Alvus tumescit virginis. Claustrum pudoris permanet; Vexilla virtutum micant, Versatur in templo Deus. Procedit e thalamo suo, Pudoris aula regia, Geminae gigans substantiae Alacris ut currat viam. Egressus eius a Patre, Regressus eius ad Patrem; Excursus usque ad inferos Recursus ad sedem Dei. Aequalis aeterno Patri, Carnis tropaeo accingere, Infirma nostri corporis Virtute firmans perpeti. Praesepe iam fulget tuum, Lumenque nox spirat novum, Quod nulla nox interpolet Fideque iugi luceat. Gloria tibi, Domine, Qui natus es de virgine, Cum Patre et Sancto Spiritu, In sempiterna saecula. | Nu kom der Heyden heyland / der yungfrawen kynd erkannd. Das sych wunnder alle welt / Gott solch gepurt yhm bestelt. Nicht von Mans blut noch von fleisch / allein von dem heyligen geyst / Ist Gottes wort worden eyn mensch / vnd bluet eyn frucht weibs fleisch. Der yungfraw leib schwanger ward / doch bleib keuscheyt reyn beward Leucht erfur manch tugend schon / Gott da war yn seynem thron. Er gieng aus der kamer seyn / dem könglichen saal so reyn. Gott von art vnd mensch eyn hellt / seyn weg er zu lauffen eyllt. Seyn laufft kam vom vatter her / vnd keret wider zum vater. Fur hyn vndtern zu der hell / vnd wider zu Gottes stuel. Der du bist dem vater gleich / fur hynnaus den syeg ym fleisch / das dein ewig gots gewalt / ynn vnns das kranck fleysch enthallt. Dein kryppen glentzt hell vnd klar / die nacht gybt eyn new liecht dar / tunckel muß nicht komen dreyn / der glaub bleib ymer ym scheyn. Lob sey Gott dem vatter thon / Lob sey got seym eyngen son. Lob sey got dem heyligen geyst / ymer vnnd ynn ewigkeyt. | 1. Nun komm, der Heiden Heiland, der Jungfrauen Kind erkannt, dass sich wunder alle Welt, Gott solch Geburt ihm bestellt. 2. Er ging aus der Kammer sein, dem königlichen Saal so rein, Gott von Art und Mensch, ein Held; sein’ Weg er zu laufen eilt. 3. Sein Lauf kam vom Vater her und kehrt wieder zum Vater, fuhr hinunter zu der Höll und wieder zu Gottes Stuhl. 4. Dein Krippen glänzt hell und klar, die Nacht gibt ein neu Licht dar. Dunkel muss nicht kommen drein, der Glaub bleib immer im Schein. 5. Lob sei Gott dem Vater g’tan; Lob sei Gott seim ein’gen Sohn, Lob sei Gott dem Heilgen Geist immer und in Ewigkeit. |

## Bearbeitungen und Rezeption
Vermutlich die erste mehrstimmige Bearbeitung des Lutherschen Chorals ist die fünfstimmige Vokalfassung, die von Johann Walter 1524 in seinem Geistlichen Gesangbüchlein publiziert wurde. In ihr wird die melismatisch ausgedehnte Melodie von Tenor und Alt im Quintkanon gesungen.
Ein bekannter vierstimmiger Chorsatz des Liedes stammt von Lucas Osiander dem Älteren.
Der Lutherchoral war jahrhundertelang das lutherische Hauptlied der Adventszeit und ist vor allem in der Barockzeit unzählige Male für Orgel, Chor und andere Besetzungen bearbeitet worden. Johann Sebastian Bach schrieb über den Choral 1724 die Choralkantate Nun komm, der Heiden Heiland, BWV 62, und benutzte bereits 1714 die erste Strophe für Nun komm, der Heiden Heiland, BWV 61. Ferner gibt es verschiedene Choralbearbeitungen für Orgel von ihm:
- BWV 599 in a-Moll
- BWV 659 in g-Moll
- BWV 660 (Trio super) in g-Moll
- BWV 661 in g-Moll
- BWV 699 in g-Moll

Georg Philipp Telemann schuf fünf Kantaten über Nun komm, der Heiden Heiland: TVWV 1:1174, 1:1175, 1:1176 (verschollen), 1:1177 und 1:1178.